# Knautia tatarica
Knautia tatarica är en tvåhjärtbladig växtart som först beskrevs av Carl von Linné, och fick sitt nu gällande namn av Szabó. Knautia tatarica ingår i släktet åkerväddar, och familjen Dipsacaceae. Inga underarter finns listade i Catalogue of Life.

## Bildgalleri

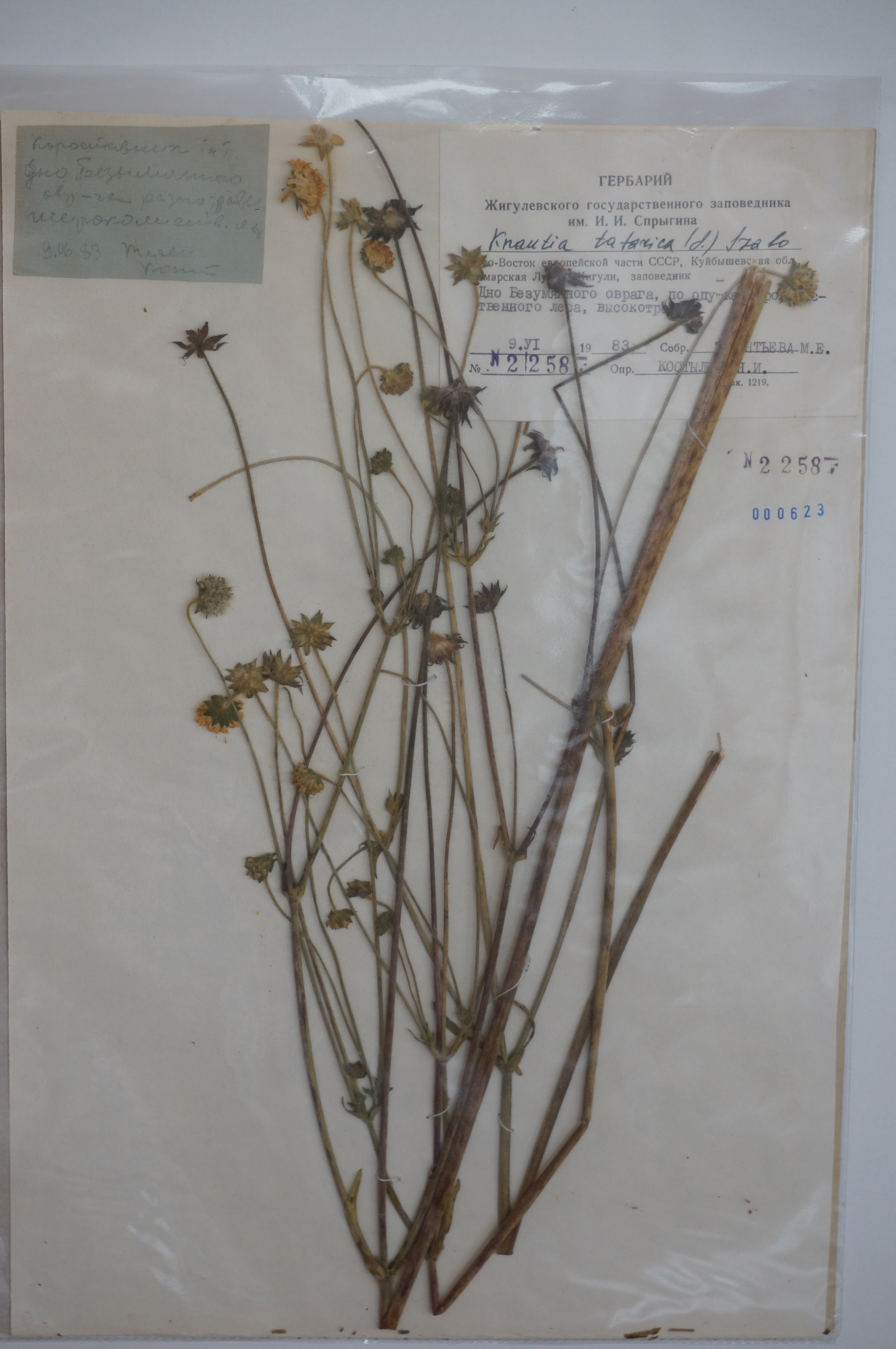